# Куримани
Куримани (слч. Kurimany) насељено је мјесто са административним статусом сеоске општине (слч. obec) у округу Љевоча, у Прешовском крају, Словачка Република.

## Становништво
| Година:    | 1994. | 2004.   | 2014.   | 2024.   |
| ---------- | ----- | ------- | ------- | ------- |
| Број људи: | 347   | 367     | 369     | 390     |
| Разлика:   |       | +5,76 % | +0,54 % | +5,69 % |

| Година:    | 2023. | 2024.   |
| ---------- | ----- | ------- |
| Број људи: | 383   | 390     |
| Разлика:   |       | +1,82 % |

Према подацима о броју становника из 2011. године насеље је имало 379 становника.